# Jean-Marc Nattier
Jean-Marc Nattier (ur. 17 marca 1685 w Paryżu, zm. 7 listopada 1766 tamże) – francuski malarz okresu rokoka.
Był głównie portrecistą. Wykonywał też kompozycje alegoryczne i biblijne. Stosował technikę pastelu. Tworzył liczne portrety kostiumowe, często przedstawiając portretowane damy jako boginie Olimpu.
Uczył się u swego ojca malarza i być może u Jeana Jouveneta.
W 1703 rozpoczął naukę malarstwa w paryskiej Akademii Królewskiej. W 1715 pracował w Amsterdamie, portretując cara Piotra I i carycę Katarzynę I.
Od 1718 był członkiem Królewskiej Akademii Malarstwa i Rzeźby, od 1732 jej profesorem.
W roku 1740 został nadwornym malarzem króla Ludwika XV.
Zmarł w nędzy, całkowicie zapomniany.

## Wybrane dzieła
- Henrietta Francuska jako Flora (1742), 94,5 x 128,5 cm, Galleria Palatina, Florencja
- Hrabina Tessin (1741), 81 x 65 cm, Luwr, Paryż
- Józef i żona Putyfara (1711), 73,5 x 92 cm, Ermitaż, Sankt Petersburg
- Katarzyna I (1717), 142,5 x 110 cm, Ermitaż, Sankt Petersburg
- Księżna Chaulnes jako Hebe (1744), 144 x 110 cm, Luwr, Paryż
- Madame Marsollier z córkami (1749), 146 x 115 cm, Metropolitan Museum of Art, Nowy Jork
- Maria Adelajda jako Diana (1745), 95 x 128 cm, Galeria Uffizi, Florencja
- Maria Leszczyńska. Królowa Francji, czytająca Biblię (1748), 139 x 107 cm, Pałac wersalski
- Maria Leszczyńska, królowa Francji (po 1748), 98 x 83 cm, Pałac wersalski
- Markiza de Belestat (1755), 81 x 64 cm, Wallace Collection, Londyn
- Moritz Graf von Sachsen (1720), 257 x 172 cm, Galeria Obrazów Starych Mistrzów w Dreźnie
- Pani Bouret jako Diana (1745), 138 x 105 cm, Muzeum Thyssen-Bornemisza, Madryt
- Piotr I (1717), 142,5 x 110 cm, Ermitaż, Sankt Petersburg
- Portret Adama Tarły (ok. 1740), 79,6 × 65 cm, Zamek Królewski w Warszawie
- Portret Aleksandra Kurakina (1728), 64 x 48 cm, Ermitaż, Sankt Petersburg
- Portret Ludwika XV (1745), 80 x 64 cm, Ermitaż, Sankt Petersburg
- Portret madame Marii Zeffiryny (1751), 70 x 82 cm, Galeria Uffizi, Florencja
- Portret Marii Leszczyńskiej (1750), 141 x 106 cm, Muzeum Pałacu Króla Jana III w Wilanowie
- Portret mężczyzny w zbroi (ok. 1750), 54 x 44,5 cm, National Gallery w Londynie

## Galeria wybranych prac

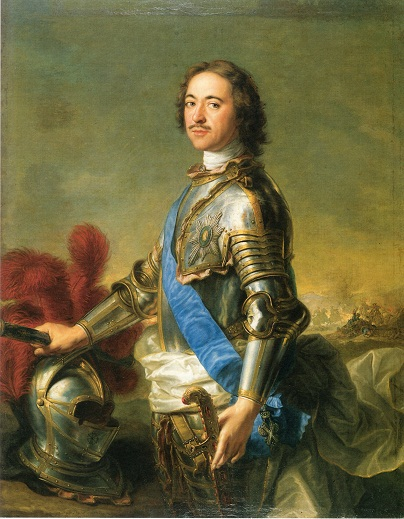
Car Piotr I (1717) Monachium, Muzeum Rezydencji
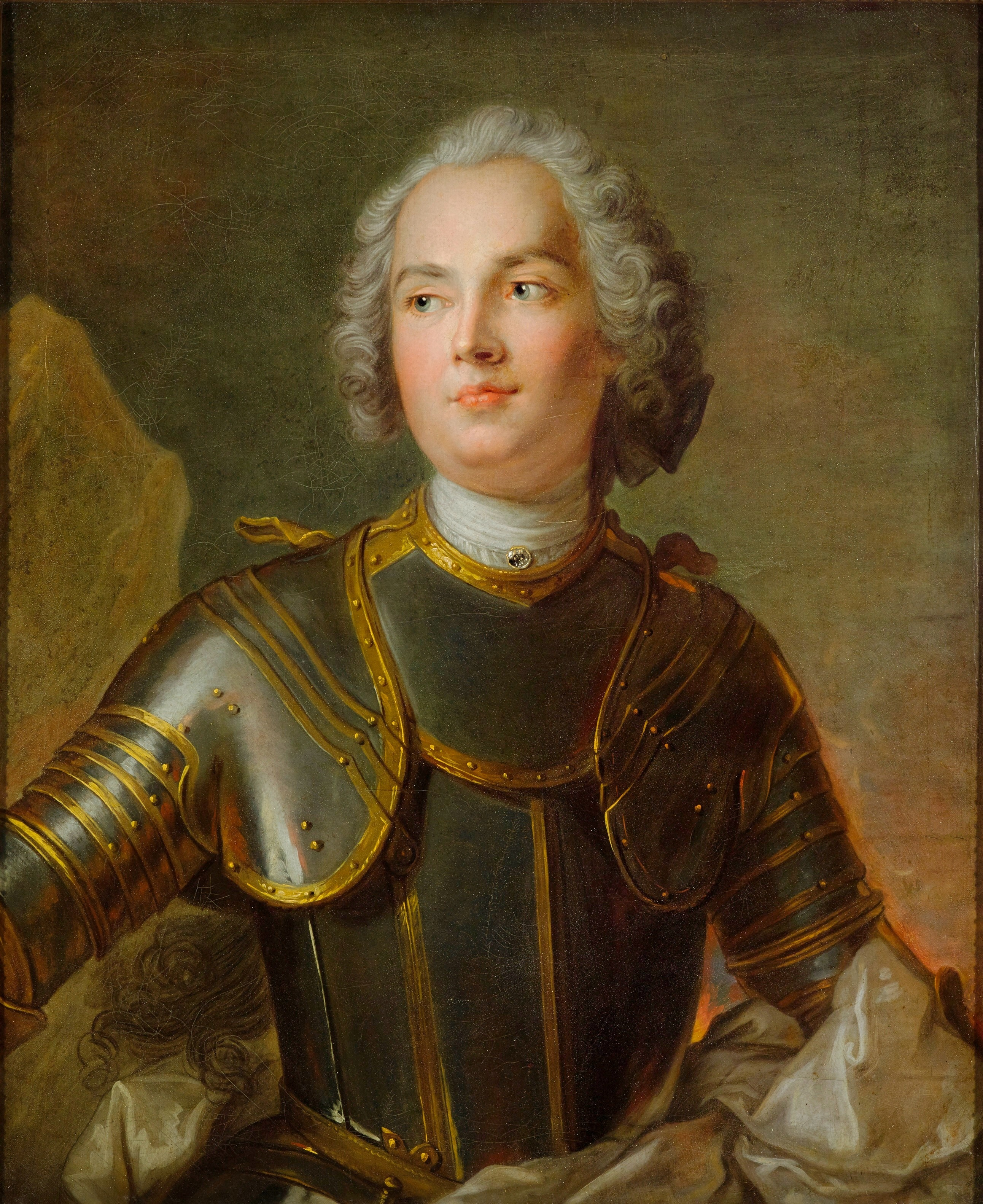
Adam Tarło (1740) Warszawa, Zamek Królewski w Warszawie
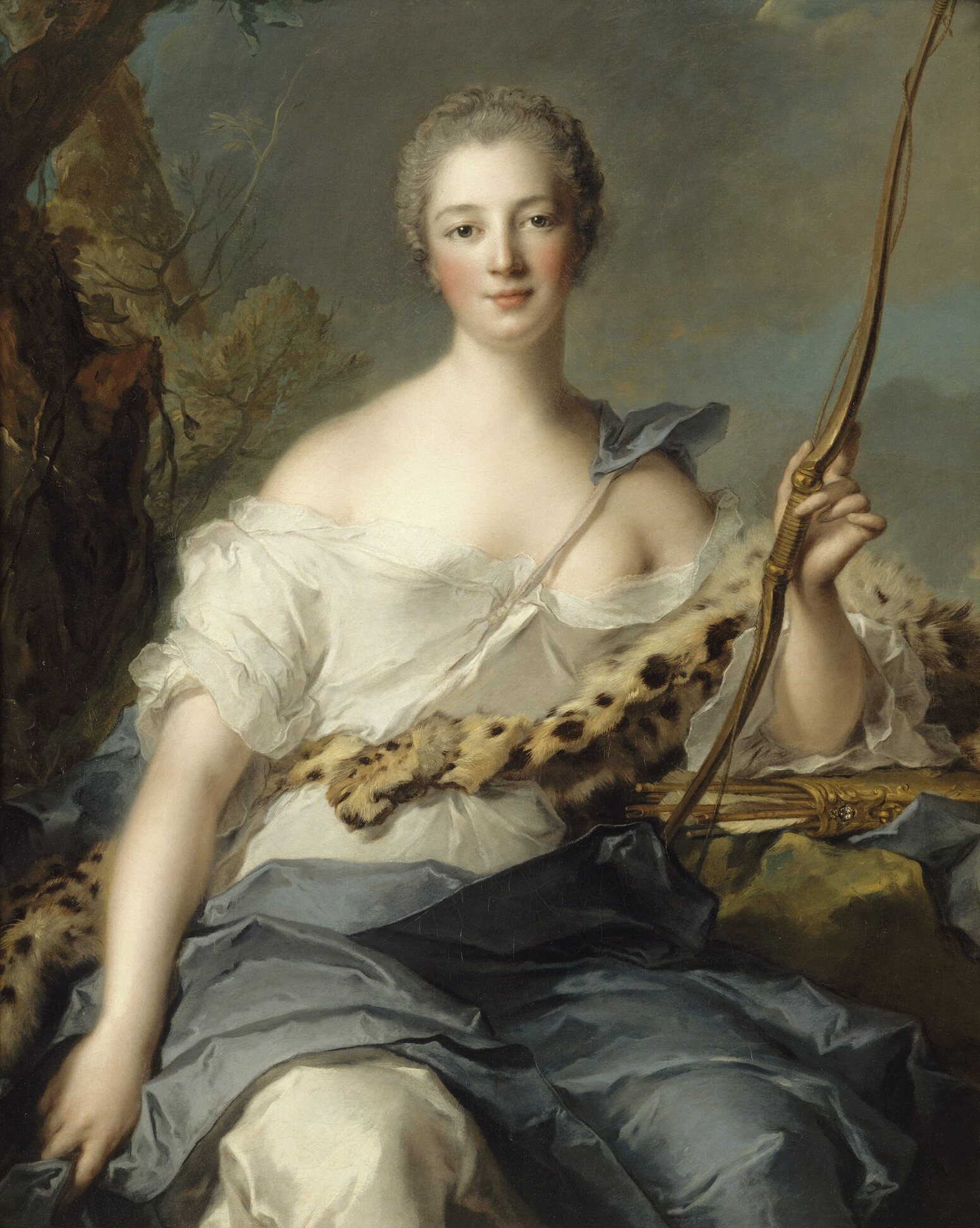
Madame de Pompadour jako Diana Łowczyni (1746) Pałac wersalski, Musée national du Château et des Trianons
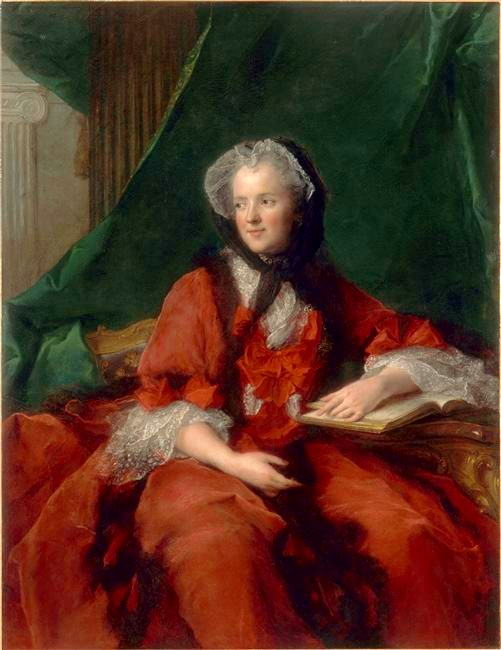
Maria Leszczyńska, Królowa Francji, czytająca Biblię (1748) Pałac wersalski, Musée national du Château et des Trianons
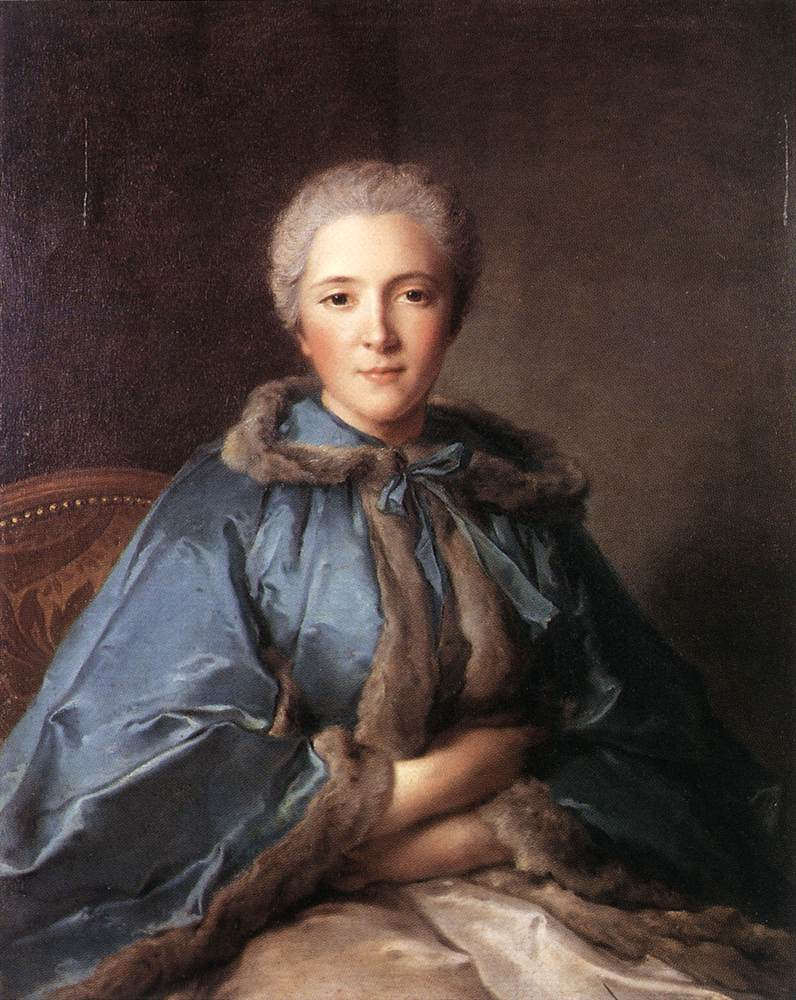
Hrabina de Tillières (1750) Londyn, Wallace Collection
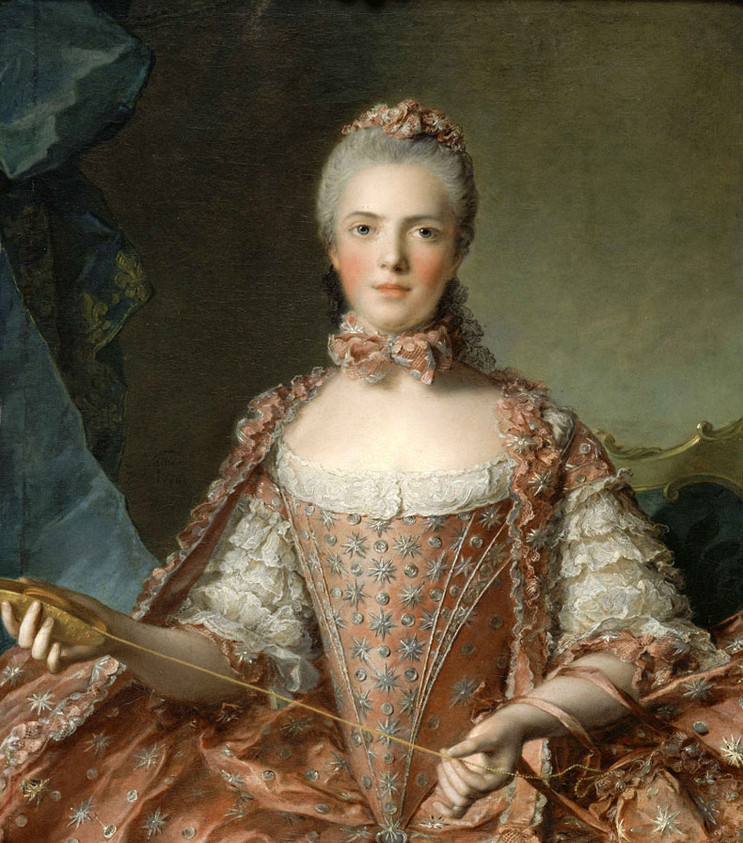
Madame Adelajda Wiążąca supełki (1756) Pałac wersalski, Musée national du Château et des Trianons